# Jeff Wexler
Jeff Wexler ist ein US-amerikanischer Toningenieur.

## Leben
Wexler wuchs in Chicago auf und machte in San Francisco seinen Master-Abschluss in Soziologie mit dem eigentlichen Plan, Lehrer zu werden. Durch seinen Vater, den Oscar-prämierten Kameramann Haskell Wexler erhielt er 1969 während der Semesterferien eine Anstellung als Produktionsassistent bei Hal Ashbys schwarzer Komödie Harold und Maude. Aufgrund dieser Erfahrung beschloss Wexler, seine bisherige Lebensplanung zu überdenken, wandte sich dem Filmgeschäft zu und wurde Toningenieur. Zwischen 1976 und 1981 arbeitete Wexler an acht von Ashbys weiteren Filmen, darunter Coming Home – Sie kehren heim und Willkommen Mr. Chance, bei denen sein Vater Kameramann war. Eine weitere, lange Zusammenarbeit hatte Wexler mit Cameron Crowe, zwischen 1996 und 2015 zählten dazu unter anderem Jerry Maguire – Spiel des Lebens und Vanilla Sky.
Für seine Leistung an Independence Day war er 1997 für den BAFTA Film Award und den Oscar nominiert. 2001 wurde er mit einem  Primetime Emmy und einem BAFTA Film Award ausgezeichnet, eine zweite Oscar-Nominierung erfolgte 2004 für Last Samurai.

## Filmografie (Auswahl)
- 1976: Dieses Land ist mein Land (Bound for Glory)
- 1978: Coming Home – Sie kehren heim (Coming Home)
- 1979: Willkommen Mr. Chance (Being There)
- 1982: Ein Offizier und Gentleman (An Officer and a Gentleman)
- 1983: Staying Alive
- 1984: Gegen jede Chance (Against All Odds)
- 1987: Mel Brooks’ Spaceballs (Spaceballs)
- 1987: Schmeiß’ die Mama aus dem Zug! (Throw Momma from the Train)
- 1987: Tin Men
- 1989: Der Rosenkrieg (The War of the Roses)
- 1990: Ghost – Nachricht von Sam (Ghost)
- 1993: Perfect World (A Perfect World)
- 1995: Schnappt Shorty (Get Shorty)
- 1996: Independence Day
- 1996: Jerry Maguire – Spiel des Lebens (Jerry Maguire)
- 1997: Besser geht’s nicht (As Good as It Gets)
- 1999: Fight Club
- 2000: Almost Famous – Fast berühmt (Almost Famous)
- 2001: Vanilla Sky
- 2003: Last Samurai (The Last Samurai)
- 2005: Elizabethtown
- 2006: Mission: Impossible III
- 2007: Rush Hour 3
- 2011: Wir kaufen einen Zoo (We Bought a Zoo)

## Auszeichnungen
- 1997: BAFTA-Film-Award-Nominierung in der Kategorie Bester Ton für Independence Day
- 1997: Oscar-Nominierung in der Kategorie Bester Ton für Independence Day
- 2001: Primetime Emmy in der Kategorie Outstanding Single Camera Sound Mixing for a Miniseries or a Movie für 61*
- 2001: BAFTA Film Award in der Kategorie Bester Ton für Almost Famous
- 2004: Oscar-Nominierung in der Kategorie Bester Ton für The Last Samurai